# Mette Kynne Frandsen
Mette Kynne Fransen (født 1960) er en dansk arkitekt og CEO og Partner i Henning Larsen Architects. Hun har været en del af ledelsen siden 1998, og hun blev udnævnt som CEO i 2003.
Mette Kynne Frandsen har flere forskellige bestyrelsesposter i fonde. Hun er formand for Danmarks Eksportråd og Det Kongelige Danske Kunstakademi. Hun er også medlem i JP/Politikens Hus' bestyrelse.
I 2012 blev hun udnævnt til Årets Kvindelige Forbillede af Magasinet Ejendom.